# Erna Caveson
Erna Estera Caveson Debevec (Sarajevo, Reino de Yugoslavia,1933) es una jurista y sobreviviente del Holocausto bosnia. Es conocida por ser la última mujer hablante nativa de judeoespañol (ladino) en su país.

## Biografía
Erna Caveson nació en Sarajevo en 1933, en el Reino de Yugoslavia, donde pasó gran parte de su infancia y juventud. Su familia, de origen sefardí, hablaba el ladino junto al serbocroata y un poco de turco. Durante la Segunda Guerra Mundial, A la edad de 8 años fue enviada con su familia al campo de concentración de la isla de Rab, en la actual Croacia, el cual era administrado por soldados de la Italia fascista. La mayoría de sus familiares fueron ejecutados por órdenes de las políticas antisemitas de la Alemania nazi. Algunos de ellos fueron sepultados en el cementerio de Đakovo, donde gracias a la gestión de  Stjepan Kolba, guardia del camposanto, quien registró secretamente los nombres de los cuerpos en las tumbas y se negó a enviarlos a fosas comunes, contraviniendo a las autoridades del Estado Independiente de Croacia, quienes controlaban Bosnia en aquel entonces, fue posible identificar algunos de ellos, incluida su abuela, ejecutada a los 62 años de edad. Erna logró escapar del campo de concentración junto a su madre hasta la ciudad de Mostar, donde los fascistas italianos tenían una cierta tolerancia con los judíos y los mantenían en un campo de trabajo forzado. Allí vivió hasta 1943 junto a su familia, con pasaportes falsos con nombres musulmanes, y pudo asistir incluso a una escuela para menores de edad detenidos, cuando fueron liberados por las tropas de partisanos yugoslavos.
Tras la muerte de Moris Albahari en octubre de 2022, el último varón hablante de ladino en Bosnia y Herzegovina, Erna Caveson se convirtió en la última hablante del idioma como lengua materna.
En 2012 fue grabado el documental Saved by Language (Salvado por el idioma), el cual recopiló los testimonios de los últimos cuatro hablantes maternos del ladino en Bosnia, incluido el de Erna. En 2024 fue estrenado el documental Yo sobreviví al Holocausto, dirigido por Sanela Prašović Gadžo y que retrata la vida de Erna durante la guerra.